# Sergei Konstantinowitsch Popow
Sergei Konstantinowitsch Popow (russisch Сергей Константинович Попов, engl. Transkription Sergey Popov; * 21. September 1930 in Choronchoi, Burjatien; † 25. Juni 1995 in Sankt Petersburg) war ein russischer Langstreckenläufer, der für die Sowjetunion antrat. Er wurde 1958 Europameister im Marathonlauf.
Popow gewann von 1957 bis 1959 die sowjetische Meisterschaft im Marathonlauf. 1958 siegte er auch bei den Europameisterschaften in Stockholm. Mit seiner Siegerzeit von 2:15:17 Stunden unterbot er die alte Weltbestzeit von Jim Peters um über zwei Minuten, sein Vorsprung auf den zweitplatzierten Iwan Filin betrug über fünfeinhalb Minuten. 1959 gewann Popow den traditionsreichen Friedensmarathon Košice.
Bei den Olympischen Spielen 1960 in Rom unterbot der Äthiopier Abebe Bikila Popows Rekord um eine Sekunde; Popow selbst wurde in 2:19:18,8 Stunden Fünfter. 1962 bei den Europameisterschaften in Belgrad lief Popow nach 2:27:46,8 Stunden als Sechster mit über vier Minuten Rückstand auf den Briten Brian Kilby ins Ziel.
Popow war 1,60 m groß und wog zu Wettkampfzeiten 55 kg.